# Gabriel de Gep de Ginestet
Pour les articles homonymes, voir Ginestet (homonymie).
Gabriel de Gep, seigneur de Fos, Sauvian et Ginestet était un des chefs du parti catholique en Languedoc et fut le dernier Gep à occuper les fonctions de capitaine châtelain de Cessenon, avant que ses cousins Fraissinet de Vessas, ne deviennent, à partir de 1555 châtelains héréditaires du château fort. Il a participé, ou même provoqué, le combat qui a eu lieu entre catholiques et protestants tout près de Fos à l'endroit nommé « Champ-de-la-rencontre ».

## Biographie
Il se trouvait auprès de Henri III de France, alors duc d'Anjou, aux batailles de Jarnac, le 15 mars 1569 et de Montcontour, le 3 octobre 1569. Nommé gentilhomme de la chambre du roi Charles IX de France le 2 mars 1570, il fut honoré de deux lettres de Henri III, en 1571 et 1575 
Il reçut une lettre de S.M. le 16.11.1575 par laquelle elle lui donnoit avis qu’elle l’avoit choisi pour être chevalier de Saint-Michel[réf. nécessaire] . Il reçut le collier de Saint-Michel en 1576.
La Reine Marguerite de Medicis lui offrit un miroir en cuivre repoussé et ciselé avec ses armes et les supports de sauvages.[réf. nécessaire]
Sa sœur, Marquise de Gep, dame de Rocozel, épousa le 21 juin 1544 Claude de Narbonne-Caylus, baron de Faugères et de Lunas, capitaine huguenot tristement célèbre pour avoir mis Lodève à feu et à sang en 1573, fils de Jean de Narbonne et de Béatrix de Faugères de Caylus.
Il épousa :
1° en juillet 1547 à Fabrègues, Charlotte de Sarret, fille de Jean de Sarret, seigneur d'Agnac et de Fabrègues, et de Françoise de Rochemore, fille de François de Rochemore et de Madeleine de Bozène.
2° le 14, août 1565, au château de Laudun, diocèse d'Uzès, Anne de Laudun, fille de Christophe des Astars, Comte de Laudun, lieutenant des gens d’armes du vicomte de Joyeuse et de Jeanne de Bar, fille de Jacques de Bar seigneur de Grasse et de Sybille de Quiqueran de Beaujeu.

## Famille de Gep de Ginestet

### Historique
La Famille de Gep de Ginestet est une famille de noblesse d'ancienne extraction,, maintenue noble en date du 16 octobre 1668 sur preuves de 1485 par jugement de M. de Bezons, intendant du Languedoc.
Elle servit dans les armées du roi, donna des lieutenants du roi, capitaines châtelains et commandants de compagnie, un gentilhomme de la chambre du roi, un chevalier de Saint-Michel, un maréchal de camp, un chevalier de Malte, un premier consul et gouverneur de citadelle.
Son ascendance prouvée remonte à 1485, mais des actes font mention de cette famille bien avant cette date.
Un acte de 1334 mentionne un François de Gep, écuyer, seigneur feudataire de Bassan, comme étant dans la compagnie du vicomte de Narbonne.
La famille de Gep de Ginestet s'éteignit au début du XVIIIe siècle avec Marguerite de Gep de Ginestet, dernière de sa famille, qui épousa en 1718 Pierre Espic de Lirou, Président de la Cour des comptes aides et finances de Montpellier. Leur fils unique, Xavier, releva le nom et les armes de sa mère et fut l'auteur de la branche ainée de la famille Espic de Ginestet.
À la mort de Marguerite, Pierre de Lirou se maria en secondes noces à Marie de Fizes et eu avec un fils qui forma la branche Espic de Lirou.

### Membres notables
- Noble François de Gep, seigneur feudataire de Bassan, ancêtre le plus lointain prouvé de la famille de Gep, reçut le 3 juillet 1339 des lettres de Philippe VI, Roi de France comme étant dans la compagnie du vicomte de Narbonne[réf. nécessaire]
  - Noble Fulcrand de Gep, seigneur feudataire de Bassan[réf. nécessaire]
    - Noble Jacques de Gep, seigneur feudataire de Bassan[réf. nécessaire]
      - Noble Bertrand de Gep, seigneur feudataire de Bassan[réf. nécessaire]
      - Guillaume Ier de Gep, seigneur de Fos, de Sauvian, de Ginestet, etc. Il est qualifié de haut et puissant seigneur, ayant droit de haute, moyenne et basse justice. Il fait hommage au roi le 7 juin 1485 pour les seigneuries de Fos, Sauvian et Ginestet[3].
        - Guillaume II de Gep, seigneur de Fos, Sauvian et Ginestet, commandant du parti catholique à Béziers en 1562, épousa le 28 novembre 1513 Jeanne de Rouch, fille de Raymond de Rouch, seigneur d'Arnoye, Avène, Perdiguier et de Marie de Saint-Félix[3].
          - Gabriel de Gep, seigneur de Fos, Sauvian et Ginestet, capitaine châtelain de Cessenon, participa aux côtés d'Henri III, duc d'Anjou, aux batailles de Jarnac et Montcontour, gentilhomme de Charles IX en 1570, chevalier de l'ordre de Saint-Michel en 1586, chef parmi d'autres du parti catholique en Languedoc, épousa en 1560 Charlotte de Sarret en 1re noces et en secondes noces Anne de Laudun au château de Laudun[3].
            - Raymond de Gep, seigneur de Fos et Sauvian
            -  Antoine de Gep, seigneur de Ginestet

          - Marquise de Gep, épouse en 1544 Claude de Narbonne Caylus, baron de Faugère et de Lunas. Ce dernier devint protestant après s'être séparé de sa femme et eut un rôle important en Languedoc lors des guerres de religion[5] ; ses troupes infligèrent une profonde blessure à son beau-père, Guillaume IIe de Gep, lorsqu'elles furent repoussées de la ville de Béziers après s'en être emparé par surprise[3].

### Héraldique
La famille de Gep porte : d'argent à trois molettes d'éperon de gueules,.
Henri Jougla de Morenas mentionne dans son Grand Armorial de France que le blasonnement des armes est: « d'argent à 3 molettes d'éperon d'or, posées 2 et 1 ».
Henri de Caux dans le Catalogue général des gentils-hommes de la province de Languedoc donne l'azur pour couleur des molettes: « Du 5 octobre 1668. Nobles Jacques de Gep Seigneur de Fos et Sauvian, Gabriel de Gep sieur de Fontanes, Pierre et Gabriel de Gep sieur de Ginestet frères demeurant à Béziers, Marquis de Gep, Chevalier de Malthe; autre Gabriel de Gep sieur de Fontanes, ses Titres de Noblesse ont été confirmés par jugement souverain, Monsieur Bornier Rapporteur, porte d'Argeant à trois Molettes, à six pointes d'Azur, deux en chef et une en pointe ».
La devise familiale est: « CALCAR GLORIAE VIRTUS », qui pourrait se traduire: Le courage est l'éperon de la gloire.

### Possessions
- Seigneurie feudataire de Bassan : Fief[réf. souhaitée]
- Seigneurie de Fos: fief possédant droits de haute, moyenne et basse justice faisant partie au XIIe siècle de la viguerie de Béziers, la famille de Gep[10] de Sauvian posséda ce fief pendant plus de deux siècles[11] après avoir appartenu à la famille de Fos (alias de Fosso, du Fuddi, de Focibus) à partir d'au moins 1105[12] et jusqu'au début du XVIe siècle[13]. Le fief est apporté par Catherine de Gep à la famille Dumas de Manse le 20.08.1650. Il reste dans la famille de Manse jusqu'en 1778, Catherine de Manse le léguant par testament du 10.08.1778 à sa nièce, Catherine [14]. La cour ordinaire qui rendait la justice à Fos consistait en un viguier et son lieutenant et un procureur juridictionnel qui prêtaient serment devant le seigneur de Fos.
- Seigneurie de Sauvian: une famille possédant le château de Sauvian est mentionnée dès 1054[15]. En 1105, le vicomte de Béziers fait don du château à sa fille avec en même temps les châteaux de Saint Nazaire et de Thézan[15]. Au XVe siècle, le château appartient à la famille de Gep[15]. Le château est reconstruit au XVIe siècle[15].
- Seigneurie de Ginestet

### Alliances
La famille de Gep de Ginestet s'est alliée aux familles de Rouch, de Narbonne-Caylus, de Rosset de Rocozel, de Sarret, de Laudun, Valat de Lespignan, de Saussan, de Bonnet de Maureilhan, de Moret, d'Audiguier, de Noël de la Crouzette, de Ferouil de Laurens, de Marmorière, de Lort de Sérignan, de Causser de Cabrerolles, de Ferrouil de Montgaillard, de Sartre, de Cros, de Sarret, de Cassan, de Forez de Montjouy, d'Espic de Lirou.etc.

### Famille homonyme Gept et Gept de Villesèque
Il existe dans la même région que la famille de Gep une famille Gept subsistante dont les membres d'une branche éteinte étaient seigneurs de Villesèque et de Mandourelle. Un lien de parenté entre les deux familles n'a pas été établi.